# Алагич, Амир
Амир Алагич (босн. Amir Alagić 5 марта 1960 года, Тузла, СФРЮ) — боснийский и австралийский футбольный тренер.

## Биография
Свою тренерскую карьеру начал в 36 лет в Австралии, где Алагич на тот момент жил. Затем специалист в течение многих лет работал с различными азиатскими и балканскими клубами, а также занимал в них административные должности. В 2007 году ассистировал Томасу Шаафу в «Вердере». В феврале 2020 года боснийский специалист был назначен на пост главного тренера сборной Шри-Ланки.

## Достижения
- Чемпион Мальдив: 2015
- Чемпион Брунея: 2004
- Обладатель Кубка футбольной ассоциации Брунея: 2004
- Обладатель Кубка футбольной ассоциации Гонконга: 2016/17